# Ambasada RP w Dar es Salaam
Ambasada Rzeczypospolitej Polskiej w Dar es Salaam (ang. Embassy of the Republic of Poland in Dar es Salaam) – polska misja dyplomatyczna w stolicy administracyjnej Zjednoczonej Republiki Tanzanii.
Ambasador RP w Dar es Salaam oprócz Zjednoczonej Republiki Tanzanii akredytowany jest również w Republice Burundi, Związku Komorów oraz Republice Malawi. Okręg konsularny, poza wymienionymi państwami, obejmuje także Rwandę.

## Historia

### Tanzania
Polska nawiązała stosunki dyplomatyczne z Tanganiką w 1961 – w roku uzyskania przez to państwo niepodległości. W 1962 otworzono Ambasadę PRL w Dar es Salaam. Znajdowała się na 63 Aly Khan Road, Upanga.
Ambasadorzy PRL w Dar es Salaam akredytowani byli ponadto m.in. w Mozambiku (1975–1978), Rwandzie (2017–2023) i Zambii (1970–1990).
Ambasada RP w Dar es Salaam została zamknięta w 2008, a jej kompetencje przejęła Ambasada RP w Nairobi. Ponownie otwarta 23 stycznia 2017. Ambasador Krzysztof Buzalski złożył listy uwierzytelniające na ręce prezydenta Johna P. Magufuli 16 stycznia 2018.

### Burundi
Polska nawiązała stosunki dyplomatyczne z Burundi 8 sierpnia 1962. Do 2017 w Burundi akredytowany był ambasador RP w Nairobi.

### Komory
Polska nawiązała stosunki dyplomatyczne z Komorami 6 czerwca 1977. Do 2016 na Komorach akredytowany był ambasador RP w Nairobi.

### Malawi
Polska nawiązała stosunki dyplomatyczne z Malawi 10 lipca 1992. W tym kraju nigdy nie istniała polska placówka dyplomatyczna. Do 2008 akredytowani byli tam ambasadorzy RP w Harare, a w latach 2008–2017 ambasadorzy RP w Pretorii.